# 宜黄県
宜黄県（ぎこう-けん）は中華人民共和国江西省撫州市に位置する県。

## 行政区画
- 鎮:鳳岡鎮、棠陰鎮、黄陂鎮、東陂鎮、梨渓鎮、二都鎮、中港鎮、桃陂鎮
- 郷:新豊郷、神岡郷、圳口郷、南源郷

## 交通

### 道路
- 高速道路
  - S46 撫吉高速道路